# Mary Ng

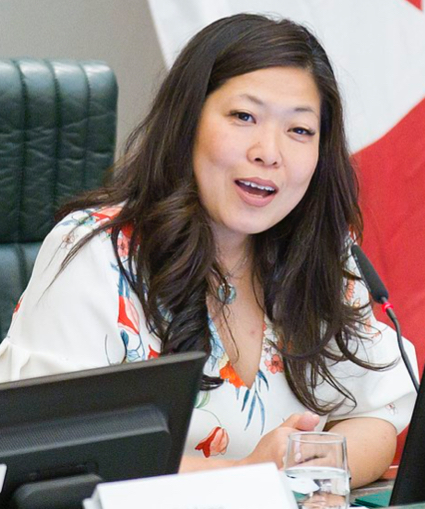
Mary Ng, 2017

Mary Ng (* 16. Dezember 1969 in Hongkong) ist eine kanadische Politikerin der Liberalen Partei Kanadas. Seit Juli 2018 ist sie die Ministerin für Kleinbetriebe, Exportförderung und Internationalen Handel ihres Landes, seit 2017 ist sie Abgeordnete im Unterhaus.

## Leben
Ng kam in Hongkong zur Welt und wanderte in den 1970er-Jahren mit ihrer Familie nach Kanada aus. Dort wuchs sie im Norden Torontos auf, wo ihre Eltern ein Restaurant betrieben. Im Jahr 1996 schloss sie ihr Studium an der University of Toronto ab. Anschließend arbeitete sie unter anderem für die Ryerson University und das Bildungsministerium der Provinz Ontario.
Nachdem der Abgeordnete John McCallum zum kanadischen Botschafter in China ernannt worden war, kam es im April 2017 zu Nachwahlen im Wahlkreis Markham-Thornhill in Ontario. Dabei zog Ng in das kanadische Unterhaus ein. Vor ihrer Zeit als Abgeordnete arbeitete sie in der Staatskanzlei, wo sie unter anderem auch als Beraterin des Premierministers Justin Trudeau fungierte. Im Unterhaus wurde sie Mitglied im Ausschuss für Naturressourcen und im Ausschuss für Industrie, Wissenschaften und Technologie.
Am 18. Juli 2018 wurde sie zur Ministerin für Kleinbetriebe und Exportförderung im 29. Kanadischen Kabinett ernannt. Bei der Wahl im Oktober 2019 zog Ng erneut ins Parlament ein. Im November 2019 wurde auch der internationale Handel ein Teil ihrer Zuständigkeit als Ministerin. Auch bei der Unterhauswahl 2021 gelang ihr die Wiederwahl.